# کوزاژه
کوزاژه (به لهستانی:  Kozarze) یک روستا در لهستان است که در گمینا چیخانوویتس واقع شده‌است.
 کوزاژه  ۳۹۰ نفر جمعیت دارد و ۱۳۰ متر بالاتر از سطح دریا واقع شده‌است.